# Indumentaria tradicional de Islandia
La Indumentaria tradicional de Islandia (en islandés, hefðbundin fatnaður) es el conjunto de vestimenta, trajes y complementos que se han llevado en Islandia desde el primer asentamiento humano en 874 d. C. y su evolución a lo largo de los siglos.
Actualmente, se conoce como traje nacional islandés (en islandés Þjóðbúningurinn) al vestido tradicional de Islandia. Se declaró como nacional en 2001, pero el término se acuñó en el siglo XIX con movimientos de autodeterminación y se popularizó a principios del siglo XX con la lucha por la independencia. Está regulado por la «Autoridad del Traje Nacional» (Þjóðbúningaráð), que instruye a la gente el uso correcto del traje.

## Versión femenina
Existen hasta cinco versiones reconocidas oficialmente como Traje Nacional Islandés, no obstante se diferencian en el uso. Mientras que unos se reservaban para ocasiones especiales, otros se utilizaban para el día a día.

### Faldbúningur

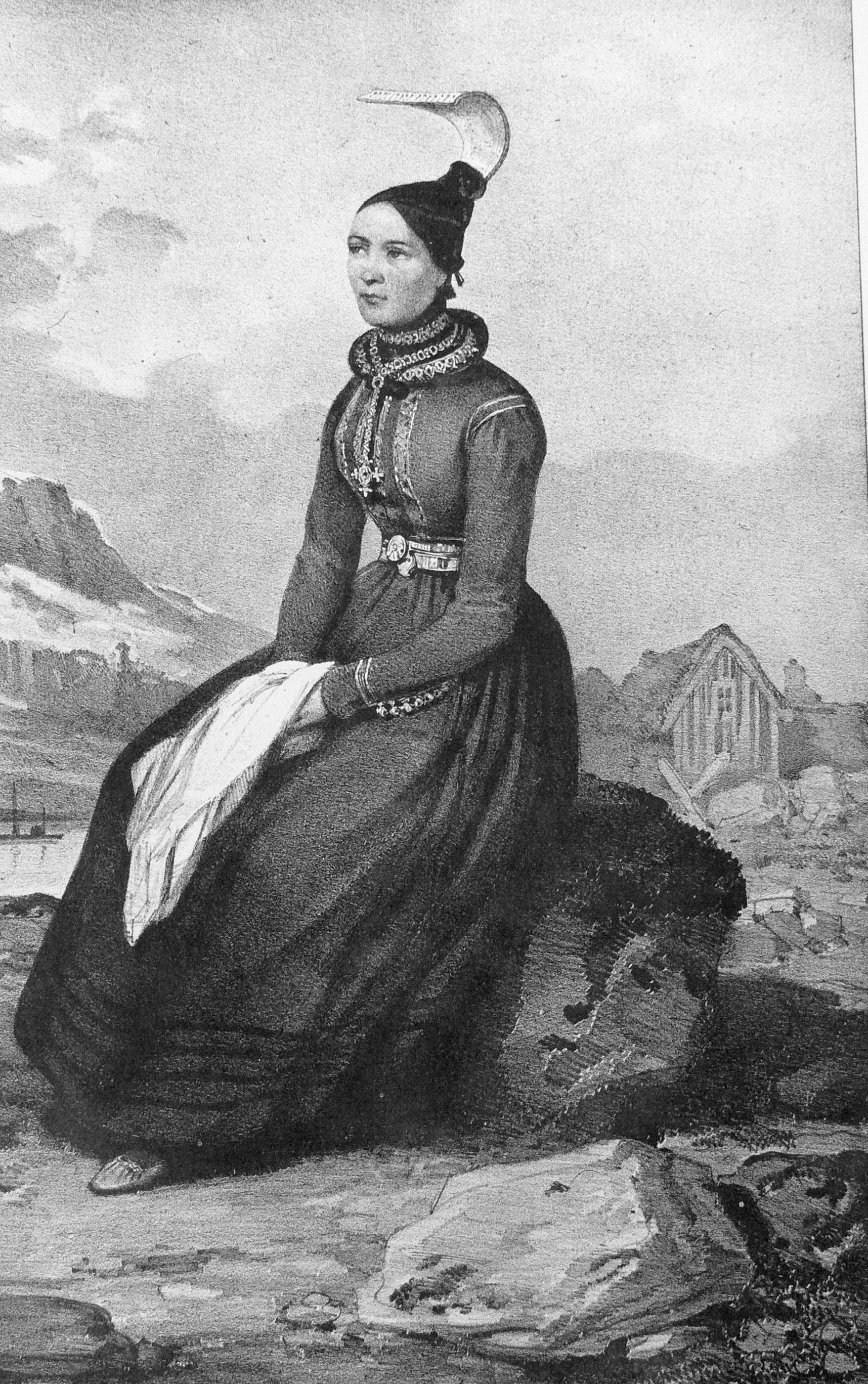
Dibujo del, mujer islandesa vistiendo faldbúningur con el gorro spaðafaldur.

El Faldbúningur es el más antiguo de los vestidos, ya que data del siglo XVII y se llevó hasta el siglo XIX. En su forma más reconocida, se incluye como accesorio un gorro decorado con una protuberancia curva con forma de hoja. Se conocen dos variantes: krókfaldur y spaðafaldur.

## Versión masculina
Del Búningur karla (Traje masculino) existen hasta cuatro versiones diferentes, pero la þjóðbúningur karla es la única directamente relacionada con la antigua ropa que llevaban los hombres islandeses cotidianamente, mientras que el resto fueron diseñadas como trajes ceremoniales.

## Niños
El búningur barna o traje infantil no se distinguía de la versión adulta, a excepción del tamaño, hasta bien entrado el siglo XX, cuando el traje para niñas se hizo con faldas más cortas.